# Provincia di Vestfalia
La provincia di Vestfalia (in tedesco: Provinz Westfalen) è stata una provincia del Regno di Prussia e dello Stato Libero di Prussia dal 1815 al 1946.
Nel 1946, per decreto dell'occupante britannico, la provincia di Vestfalia fu disciolta e il suo territorio, distaccato dalla Prussia, entrò a far parte del nuovo Land di Renania Settentrionale-Vestfalia, insieme alla parte settentrionale dell'ex provincia del Reno.